# 佩斯基岩
66°9′S 65°54′W / 66.150°S 65.900°W
佩斯基岩（Pesky Rocks），是南極洲的岩石，位於葛拉漢地的盧貝海岸，處於埃文森角以西6公里，在1947年由智利政府繪入地圖，現時由南極條約體系管理。